# História popular
A História popular é um tipo de história composta de forma que uma ampla audiência possa desfrutar e aprender com seu conteúdo ao lê-la, assisti-la ou ouvi-la, levando em consideração principalmente o emprego de uma linguagem mais acessível. Pode-se dizer que o gênero textual História Popular encontra-se dentro do gênero mais geral Divulgação Científica, muito popularizado por cientistas como Carl Sagan e Richard Feynman. 
Como exemplo mais antigo, é possível pensar em as Histórias de Heródoto, e parte da historiografia grega, dentro do gênero da história popular. Mais recentemente, exemplos de obras de divulgação de história foram os livros Sapiens: uma breve história da humanidade, de Yuval Noah Harari, e, no Brasil, a Trilogia das Datas (1808, 1822 e 1889), de Laurentino Gomes, dois sucessos de venda a nível mundial e nacional respectivamente. 
No processo de transformação da História em disciplina ensinada em ambiente universitário, ocorrido ao longo do século XIX e do século XX, a história popular foi muitas vezes vista como a popularização, ou divulgação, dos resultados da pesquisa histórica profissional que adquiriu método e linguagem não acessíveis ao público em geral. Levando isso em consideração, surge discussão que opõe historiadores acadêmicos e historiadores não acadêmicos.
Ao longo do século XXI, a história popular foi muito criticada por estar ligada à simplificação, à narração e ao comprometimento político. Em muitos casos, a história popular é compreendida como sendo o oposto de história acadêmica, mas há uma tentativa por diversos historiadores e historiadores públicos em serem autores dos dois tipos de história, devido a importância dada a levar conhecimento ao público geral.

## Características do gênero História Popular
O gênero História popular é um gênero de divulgação científica, em contraste com o gênero de produção de conhecimento científico. Ele tem, portanto, um objetivo levar o conhecimento científico para o público em geral. Algumas das características desse tipo de texto, usadas para cumprir esse objetivo, são o emprego de uma linguagem mais acessível, isto é, com menor emprego de termos e jargões acadêmicos da área de história, e o uso de anedotas e linguagem apelativa, característico do aspecto mais comercial desse tipo de texto.
Algumas das críticas a esse gênero estão justamente ligadas a esse uso apelativo da linguagem, que muitas vezes pode trazer distorções e simplificações de ideias.

## Obras de divulgação histórica
As obras de divulgação histórica são direcionadas a um público heterogêneo, que possui pouco ou nenhum contato com as obras de historiografia acadêmica. Entretanto, é preciso lembrar que existem obras de divulgação que não se limitam ao grande público. Esse é o caso das obras de Elio Gaspari, jornalista brasileiro e autor de obras de divulgação sobre a ditadura militar de 1964. Seus livros viraram referência nas pesquisas sobre o tema.
Obras de divulgação também podem ser denominadas de obras fronteiriças, uma vez que unem características de diversos gêneros e campos do saber. Obras que mesclam a narrativa jornalística com o conhecimento histórico são um exemplo de obra fronteiriça. A Coleção Brasilis, composta por quatro livros, escrita pelo jornalista Eduardo Bueno foi um sucesso de vendas na década de 90. Sua publicação estava atrelada as comemorações dos 500 anos da chegada de Pedro Álvares Cabral ao Brasil, e foi uma das coleções que ajudou a recolocar o gênero História Popular em voga. Outro exemplo é o caso de Laurentino Gomes, formado em jornalismo pela UFPR e autor da Trilogia das Datas (1808, 1822, 1889). Também sucesso de vendas, mas já nos anos 2000, ele utiliza da sua experiência como jornalista para escrever seus livros, que possuem uma linguagem acessível, e alguns mecanismos para chamar atenção do grande público.

## Historiadores acadêmicos x historiadores não acadêmicos
A diferença entre historiadores acadêmicos e não acadêmicos é aparente, embora não muito clara. Primeiramente trabalham com diferentes focos, um produzindo para a academia enquanto o outro foca em produções não voltadas a academia, como obras de divulgação científica, sínteses, e outras formas de produção.
Robert Kelley em seu artigo Public History: Its Origins, Nature, and Prospects, discorre sobre a diferença entre os dois tipos de historiadores ser somente o tipo de audiência que planejam atingir. Com o tempo, conforme a discussão foi-se aprofundando, outros historiadores e acadêmicos contribuíram para a definição do que seriam historiadores acadêmicos e não acadêmicos. Para Jack M. Holl, a diferença entre os dois seria apenas sua cultura de trabalho.
Na Inglaterra, a historiadora Ludmilla Jordanova foi quem introduziu a ideia de história como entretenimento, bem como criou duas diretrizes que deveriam guiar a produção da história pública, sendo elas:
1. Armar historiadores públicos, leigos, com o método histórico, com o tratamento correto de fontes.
2. Fazer com que o historiador sempre tenha o público para quem está escrevendo em mente.

Segundo Jurandir Malerba em seu artigo Acadêmicos na berlinda ou como cada um escreve a História?: uma reflexão sobre o embate entre historiadores acadêmicos e não acadêmicos no Brasil à luz dos debates sobre Public History, a diferença entre historiadores acadêmicos e não acadêmicos, no Brasil, são as seguintes:
| Acadêmicos                                     | Não Acadêmicos                           |
| ---------------------------------------------- | ---------------------------------------- |
| Focam na estrutura                             | Focam na história episódica              |
| Crítica                                        | Factual                                  |
| Interpretativa                                 | Pitoresca                                |
| Enxerga e trabalha a história como um processo | Não trabalha a história como um processo |

Além disso, ainda segundo Malerba, uma das diferenças gritantes entre historiadores públicos no Brasil em comparação a historiadores em lugares cujo debate sobre história pública se aprofundou, é a falta de preparo dos pesquisadores brasileiros, que muitas vezes não tem o treinamento necessário para fazer um trato eficiente e correto das fontes.

### Artigos Científicos
- Myers, Henry (1977). «The origin of popular history». The Journal of Popular Culture. 10 (4)

### Livros
- Berger, Stefan (2012). «Professional and popular historians: 1800 - 1900 - 2000». In:  Korte, Barbara; Paletschek, Sylvia. Popular History now and then: International Perspectives. Bielefeld: Transcript-Verlag. pp. 13–30

- Paletschek, Sylvia (2011). «Introduction: Why analyse popular historiographies?». Popular Historiographies in the 19th and 20th centuries: Cultural Meanings, Social Practices. New York: Berghahn Books. pp. 1–18

### Páginas da web
- Norton, Elizabeth (28 de março de 2013). «Writing Popular History: comfortable, unchallenging nostalgia-fodder?». History Matters. Cópia arquivada em 28 de agosto de 2013